# 테르마이

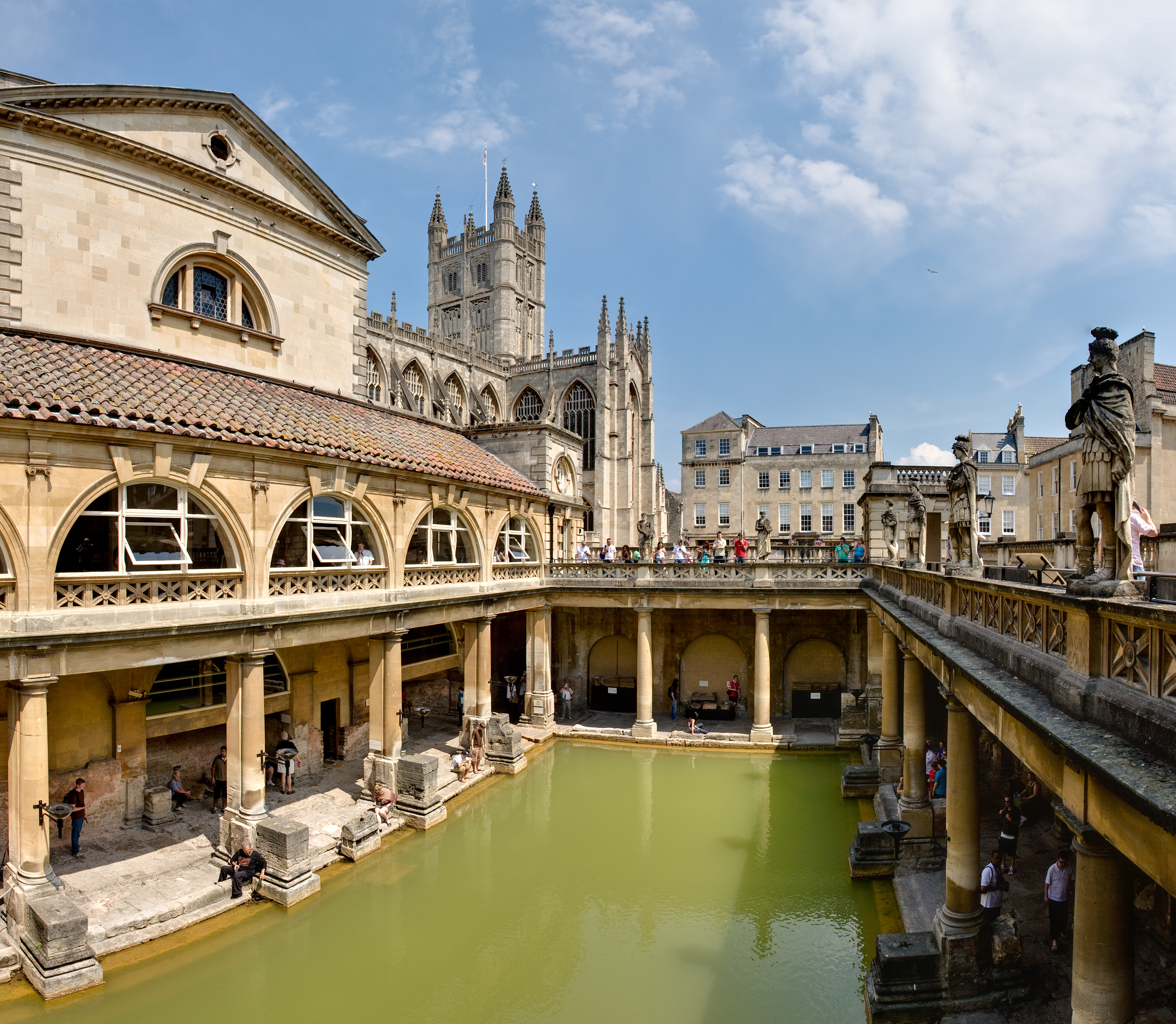
영국 바스에 위치한 로마식 대중 목욕탕

테르메(thermae)는 고대 로마의 대규모 공중 목욕탕이다. 대부분의 고대 로마 도시에는 테르메가 있었으며 목욕뿐만 아니라 독서와 사교생활의 중심지였다. 주로 인근의 강이나 개울에서 수로를 통해 물을 공급받은 뒤 불로 데워서 온탕을 채웠다. 이러한 온탕을 칼다리움 이라 부른다.
고대 로마인에게 목욕은 매우 중요했다. 그들은 하루 중 몇 시간을 거기서 보내고, 때로는 하루 종일 있기도 하였다. 부유한 로마인들은 노예와 함께 찾아왔다.

## 같이 보기
- 온천 마을